# Округ Санфлауер (Мисисипи)
Санфлауер (енгл. Sunflower County) је округ у америчкој савезној држави Мисисипи.

## Демографија
По попису из 2010. године број становника је 29.450, што је 4.919 (-14,3%) становника мање него 2000. године.
| Група             | 2000.          | 2010.          |
| Белци             | 9.799 (28,5%)  | 7.410 (25,2%)  |
| Афроамериканци    | 24.010 (69,9%) | 21.479 (72,9%) |
| Азијати           | 137 (0,4%)     | 84 (0,3%)      |
| Хиспаноамериканци | 448 (1,3%)     | 404 (1,4%)     |
| Укупно            | 34.369         | 29.450         |